# Arcidiecéze Alžír
Arcidiecéze Alžír je arcidiecéze římskokatolické církve, nacházející se v Alžírsku.

## Území
Arcibiskupským sídlem je město Alžír, kde se také nachází hlavní chrám katedrála Nejsvětějšího srdce.
Rozděluje se do 14 farností. K roku 2012 měla 1 530 věřících, 8 diecézních kněží, 24 řeholních kněží, 30 řeholníků a 67 řeholnic.

### Církevní provincie
Církevní provincie byla založena roku 1866 a má 2 sufragánní diecéze:
- Diecéze Constantine
- Diecéze Oran

## Historie
Diecéze Icosium, římské jméno města Alžír byla založena ve 2. století ale neubránila se dobytí Arabů v 7. století.
Roku 1632 zajišťovala katolické misie diecéze Kanárské ostrovy. Později byl vytvořen apoštolský vikariát Alžír.
Dne 12. prosince 1772 bylo apoštolským vikářům brevem Pro commissa papeže Klementa XIV. svěřeno území Tunisu.
Dne 10. srpna 1838 byl apoštolský vikariát bulou Singulari divinae papeže Řehoře XVI. povýšen na diecézi. Byla sufragánní arcidiecéze Aix.
Dne 25. července 1866 byla diecéze bulou Catholicae Ecclesiae papeže Pia IX. povýšena na metropolitní arcidiecézi. Z jejího území byly vytvořeny její sufragánny diecéze Constantine a diecéze Oran.